# John Page (konståkare)
John "Jack" Page, född 1900 i Brooklands och död 14 februari 1947 Manchester, var en brittisk vinteridrottare som var aktiv inom konståkning under 1920-talet. Han medverkade vid Olympiska vinterspelen 1924 i singel herrar, han kom på femte plats och i par kom han på fjärde plats. Fyra år senare deltog han vid Olympiska vinterspelen 1928 i samma discipliner. Han kom på nionde plats i singel herrar och sjua i par. Hans medtävlande i par var Ethel Muckelt.